# Sinagoga Central d'Alep
La Sinagoga Central d'Alep —en àrab كنيس حلب المركزي, Kanīs Ḥalab al-Markazī; en hebreu בית הכנסת המרכזי של חאלב— va ser el major centre de culte de la comunitat jueva a Síria i era una de les majors sinagogues de tot l'Orient Mitjà.

## Còdex d'Alep
En aquesta sinagoga es conservava l'anomenat Còdex d'Alep. El Còdex d'Alep (en hebreu כֶּתֶר אֲרָם צוֹבָא, Keter Aram Tsova) és el més antic i complet manuscrit de la Tanakh, produït i editat pel respectat masoreta Aharon ben Moixè ben Aixer. La seva antiguitat ha estat datada cap als voltants de l'any 930 dC, el manuscrit inclou gairebé tota la Torà. És considerat el manuscrit original de major autoritat masoreta, ja que segons la tradició familiar, aquestes escriptures hebrees foren preservades de generació en generació. És vist com una font original i com la major autoritat per al text bíblic i els rituals jueus. També cal senyalar que el Còdex d'Alep té una llarga història de consultes per part de les autoritats rabíniques.